# Kasha
Kasha (en ruso escrito en cirílico: каша) es un plato de cereales cocidos, muy popular en Rusia, Polonia y países vecinos. Los cereales, que pueden ser simples, como arroz o mijo, o preparados como sémola o copos de avena, son hervidos en leche, a veces mezclada con agua; la cantidad de líquido determina, en parte, la consistencia de la kasha.
Existe un refrán ruso que dice: “Shchi y kasha son nuestro alimento” (“щи да каша – пища наша” / “shchi da kasha – pishcha nasha”)